# Comuna Draž, Osijek-Baranja
Draž este o comună în cantonul Osijek-Baranja, Croația, având o populație de 2.767 de locuitori (2011).

## Demografie
Componența etnică a comunei Draž
     Croați (69,79%)
     Maghiari (24,58%)
     Sârbi (3,25%)
     Necunoscut (0,43%)
     Neclasificat (1,59%)
Componența confesională a comunei Draž
     Catolici (89,92%)
     Ortodocși (3,36%)
     Alți creștini (2,39%)
     Necunoscută (1,73%)
     Alte religii (2,6%)
Conform recensământului din 2011, comuna Draž avea 2.767 de locuitori. Din punct de vedere etnic, majoritatea locuitorilor (69,79%) erau croați, existând și minorități de maghiari (24,58%) și sârbi (3,25%). Apartenența etnică nu este cunoscută în cazul a 0,43% din locuitori. Din punct de vedere confesional, majoritatea locuitorilor (89,92%) erau catolici, existând și minorități de ortodocși (3,36%) și null (2,39%). Pentru 1,73% din locuitori nu este cunoscută apartenența confesională.